# Eparchie chabarovská
Eparchie Chabarovsk je eparchie ruské pravoslavné církve nacházející se v Rusku.

## Území a titul biskupa
Zahrnuje správní hranice území města Chabarovsk a také Chabarovského a Amurského rajónu Chabarovského kraje.
Eparchiálnímu biskupovi náleží titul biskup chabarovský a priamurský.

## Historie
Do roku 1925 na území Chabarovského kraje přešlo 20 farností a 27 duchovních renovacionismu. Patriarchální církví zůstalo 21 farností a něco málo přes 30 duchovních a monachů. K posílení pravoslaví na Dálném východě byl zřízen chabarovský vikariát blagověščenské eparchie, který zanikl roku 1933 kdy byl uzavřen poslední chrám v Amurské oblasti.
Náboženský život v regionu začal ožívat roku 1943, kdy byl v Chabarovsku otevřen první chrám na Dálném východě. Dne 25. prosince 1945 přijal Svatý synod Ruské pravoslavné církve žádost o jmenování biskupa do Chabarovska s titulem „chabarovský a vladivostocký“. Samostatnou správu si ale eparchie udržela jen do října 1949, poté eparchie přešla pod správu irkutských biskupů.
Dne 19. července 1988 obnovil chabarovskou a vladivostockou eparchii. Eparchie zahrnovala Chabarovský a Přímořský kraj, Amurskou, Sachalinskou, Magadanskou a Kamčatskou oblast, Židovskou autonomní oblast.
Dne 31. ledna 1991 byly rozhodnutím Svatého synodu zřízen, z části území eparchie nové eparchie vladivostocká a magadanská. Dne 23. února 1993 byla zřízena eparchie južno-sachalinská, dne 28. prosince 1993 eparchie blagověščenská, dne 7. října 2002 eparchie birobidžanská.
Dne 10. června 2005 byl zřízen Chabarovský duchovní seminář.
Dne 5. října 2011 byla g části území zřízena eparchie amurská. Stejného dne byla chabarovská a amurská eparchie včleněna do nově vzniklé priamurské metropole.
Dne 21. října 2016 její území dalo vzniknout nové vaninské eparchii.
Roku 2022 byl Nikolajevský vikariát přeměněn na eparchii nikolajevskou na Amuru.

## Seznam biskupů

### Chabarovský vikariát blagověščenské eparchie
- 1925–1925 Trofim (Jakobčuk)
- 1926–1928 Nikifor (Jefimov)
- 1928–1931 Panteleimon (Maksunov)
- 1931–1932 German (Kokel) svatořečený mučedník
- 1933–1933 Serafim (Trofimov)

### Chabarovská eparchie
- 1946–1947 Venedikt (Pljaskin)
  - 1947–1948 Varfolomej (Gorodcev) dočasný správce
- 1948–1949 Gavriil (Ogorodnikov)
  - 1949–1988 pod správou irkutských biskupů
- 1988–1991 Gavryjil (Stebljučenko)
  - 1991–1991 Vadim (Lazebnyj) dočasný správce
- 1992–1995 Innokentij (Vasiljev)
- 1995–2011 Mark (Tužikov)
- 2011–2016 Ignatij (Pologrudov)
- 2016–2018 Vladimir (Samochin)
- od 2018 Artemij (Snigur)